# Giacometti-Brunnen (UZH)
Der Giacometti-Brunnen ist ein Wandbrunnen mit einem Mosaik im Stockwerk F des Hauptgebäudes der Universität Zürich.

## Geschichte und Beschreibung
Der Brunnen, ein Werk von Augusto Giacometti und Otto Kappeler, wurde zum Bau des Gebäudes von den Gattinnen der Professoren gestiftet, wovon eine Inschrift im Mosaikschmuck des Brunnens Zeugnis ablegt. 
Augusto Giacometti schuf das Mosaik, mit dem die Nische über dem eigentlichen Brunnen geschmückt ist. Es trägt den Titel Werden und stellt zwei in wallende Gewänder gehüllte Frauen dar. Die linke Frau begießt eine Pflanze, die rechte schaut zu. Links unten ist das Mosaik signiert. 
Die plastischen Teile des Brunnens – ein steinernes Becken mit Girlandenrelief sowie ein darüber befindliches Relief-Triptychon – stammen von Otto Kappeler. Das Brunnenrohr ist in der Mitte des Reliefs in den Mund einer bärtigen Fratze eingepasst, auf den beiden anderen Teilen des Triptychons ist links ein Satyr beim Aulosspiel zu sehen, rechts Pan mit einer Syrinx. Damit lässt sich die Fratze in der Mitte als Silenskopf interpretieren. Die Frauen auf dem Mosaik lassen sich in diesem Kontext als Nymphen deuten, die Brunnennische insgesamt als Nymphäum bzw. als Allegorie der schöpferischen Natur.
Giacometti hielt sich in Florenz auf und beschäftigte sich dort mit der Kunst der Frührenaissance und den Werken Fra Angelicos, als ihn der Auftrag für das Mosaik erreichte. Nachwirkungen dieser Eindrücke lassen sich vielleicht in dem Goldgrund des Mosaiks entdecken. Für die Kleidung der Frauen und die Pflanze wurden dunkle Farbtöne mit einzelnen roten Tupfern gewählt. Das Mosaik zeugt wie Giacomettis Gemälde aus dieser Phase von der Tendenz zur Abstraktion; es wurde ihm eine «Mischung aus [...] Pointilismus [...] und Tachismus» bescheinigt. 